# DIAMアセットマネジメント
DIAMアセットマネジメント株式会社（ダイアムアセットマネジメント、DIAM Co., Ltd.）は、かつて存在した日本の大手資産運用会社で、現在のアセットマネジメントOne株式会社の前身。東京都千代田区丸の内に本社を置いていた。
2016年10月1日、みずほフィナンシャルグループ傘下にあった、みずほ投信投資顧問、新光投信、みずほ信託銀行の運用部門との事業統合により、アセットマネジメントOne株式会社に商号変更した。

## 概要
旧社名は興銀第一ライフ・アセットマネジメント（DLIBJ Asset Management Co., Ltd.）であり、DLIBJは「Dai-Ichi Life」と「Industrial Bank of Japan」の略である。さらにその頭文字を取って現社名のDIAM（ダイアム）となった。
その名の通り、第一生命グループの投資顧問業者であった第一ライフ投信投資顧問と、旧日本興業銀行グループの投資顧問業者であった興銀NWアセットマネジメントの2社を主たる前身とする。旧興銀のみずほフィナンシャルグループへの再編に伴い、第一生命とみずほグループの折半出資会社となった。
投資顧問業界における国内の年金資産残高においては国内トップの受託実績。また投資信託においても国内上位の資産残高。運用受託資産は、投資助言資産および海外子会社を通じた受託等も併せ、12兆円を超える規模(2013年3月末現在)であった。
投資顧問では、格付投資情報センターによる『R&Iファンド大賞2013』において、『国内債券部門』で運用プロダクトが表彰を受け、高い評価を受けていた。 投資信託においては、『Lipper Fund Awards Japan 2013』において、「DIAM新興市場日本株ファンド」、「DLIBJ公社債オープン（中期コース）」が『最優秀ファンド賞』を受賞。 また、『Morningstar Award "Fund of the Year2012"』においても、「ハッピークローバー」が『最優秀ファンド賞』、「DIAM新興市場日本株ファンド」、「アジアン倶楽部」が『優秀ファンド賞』を受賞した。
東京本社のほか、ロンドン、ニューヨーク、シンガポール、香港にも100％出資による子会社を有していた。
2015年3月27日、みずほFGが、みずほ投信投資顧問（MHAM）、新光投信、みずほ信託銀行（TB）運用部門の統合に向けた準備を開始すると発表した。またこれにDIAMアセットマネジメント（DIAM）も併せて統合を視野に検討を進めることも明らかとされ、同9月30日、2016年度上期中にDIAM、TBの運用部門、MHAM、新光投信を統合することで基本合意したと正式に発表した。
2016年10月1日、みずほ投信投資顧問株式会社が新光投信株式会社を吸収合併、みずほ信託銀行の資産運用部門を会社分割により承継。DIAMアセットマネジメント株式会社が合併・承継後のみずほ投信投資顧問株式会社を吸収合併し、同時にアセットマネジメントOne株式会社に商号変更した。アセットマネジメントOne株式会社の社長にはDIAMアセットマネジメント株式会社の社長がそのまま就任し、本社は東京都千代田区丸の内にある鉄鋼ビルディング内に設置している。

## 沿革
- 1985年 - 第一生命投資顧問設立。
- 1985年 - 興銀投資顧問設立。
- 1992年 - 興銀投資顧問、和光証券系の和光投資顧問と合併。「興銀和光アセットマネジメント」に商号変更。
- 1993年 - 興銀和光AM、新日本証券系の新日本インターナショナル投資顧問と合併。「興銀NWアセットマネジメント」に商号変更
和光証券・新日本証券は2000年に合併し、みずほグループ傘下の新光証券（2009年に、旧みずほ証券を吸収したため、現在はみずほ証券）となっている。
- 1994年 - 日本興業投信設立。
- 1998年 - 「第一生命投資顧問」、「第一ライフ投信投資顧問」に商号変更。
- 1999年 - 第一ライフ投信、興銀NWAM、日本興業投信の3社が合併し「興銀第一ライフ・アセットマネジメント」に商号変更。
- 2008年 - 「DIAMアセットマネジメント」に商号変更。
- 2016年 - みずほ投信投資顧問、新光投信、みずほ信託銀行の運用部門との事業統合により、「アセットマネジメントOne」に商号変更。